# Transaldolasi
La transaldolasi è un enzima appartenente alla classe delle transferasi, che catalizza la seguente reazione facente parte della fase non ossidativa della via dei pentoso fosfati:
sedoeptulosio 7-fosfato + D-gliceraldeide 3-fosfato ⇄ D-eritrosio 4-fosfato + D-fruttosio 6-fosfato
- Trasferisce un frammento a tre atomi di carbonio dal sedoeptulosio 7-fosfato alla gliceraldeide 3-fosfato per formare fruttosio 6-fosfato.